# Sangsu (metropolitana di Seul)
Sangsu (상수역 - 上水驛, Sangsu-nyeok ) è una stazione della metropolitana di Seul servita dalla linea 6 della metropolitana di Seul. La stazione si trova nel quartiere di Mapo-gu, a Seul, vicino all'ingresso sud del campus dell'Università Hongik.

## Linee
SMRT
● Linea 6 (Codice: 623)

## Struttura
La stazione è costituita da un marciapiede a isola con due binari passanti al centro protetti da porte di banchina.
| Direzione Eungam     | ● Linea 6 | per Hapjeong, World Cup Stadium, Digital Media City e Eungam |
| Direzione Bonghwasan | ● Linea 6 | per Gongdeok, Sindang, Seokgye e Bonghwasan                  |

## Stazioni adiacenti
| «        | Servizio | »               |
| Linea 6  | Linea 6  | Linea 6         |
| -------- | -------- | --------------- |
| Hapjeong | -        | Gwangheungchang |